# Новозакружский сельсовет
Новозакружский сельсовет (бел. Новазакру́жскі сельсавет) — упразднённая административно-территориальная единица в составе Ветковского района Гомельского округа. Административный центр — деревня Новое Закружье.

## История
После второго укрупнения БССР с 8 декабря 1926 года сельсовет в составе Ветковского района Гомельского округа БССР.
30 декабря 1927 года упразднен, территория присоединена к Старозакружскому сельсовету.

## Состав
- Новое Закружье — деревня